# Tittenley
Tittenley var en civil parish från 1866 till 1934 då den blev en del av Adderley, i grevskapet Shropshire, i England. Civil parish var belägen 5 km från Market Drayton och hade 34 invånare år 1931. Byn nämndes i Domedagsboken (Domesday Book) år 1086, och kallades då Titesle.